# Adolphe Hauman
Adolphe Hauman, född 19 augusti 1893, var en friidrottare från Belgien. Han deltog vid olympiska sommarspelen 1920.